# Kamikaze Kaitō Jeanne
Kamikaze Kaitō Jeanne (на японски: 神風怪盗ジャンヌ, бълг. „Жана, крадлата-фантом на божествения вятър”) е шьоджьо манга в жанра „магическо момиче“, създадена от Арина Танемура. В нея е описана историята на гимназистката Марон Кусакабе, която е превъплъщение на Жана д'Арк и се превръща в магическо момиче, чиято задача е да обезвреди демоните, опитващи се да отнемат източника на силата на Бог – чистите човешки сърца.
Мангата е публикувана между февруари 1998 и юли 2000 г. в списание „Рибон“ на издателство „Шюейшя“, като първоначално отделните глави са събрани и издадени в седем тома. През 2007 г. и 2013 г. е преиздадена двукратно в шесттомни издания. По нея е създаден и аниме сериал, чието първоначално излъчване е между февруари 1999 и януари 2000 г. по телевизия „Асахи“. 

## Сюжет
Шестнадесетгодишната гимназистка Марон Кусакабе, състезателка в отбора по художествена гимнастика на своето училище, е посетена от ангела Фин Фиш, който ѝ дава магическо разпятие. Благодарение на този предмет тя се трансформира в съвременно превъплъщение на Жана д'Арк и след това ѝ бива възложена задачата да пленява демоните, изпратени от Сатаната в света на хората. Те са укрити от своя господар в ценни предмети на изкуството, като обладават и покваряват сърцата на собствениците им. Когато Жана се справя с някой демон, той се превръща в шахматна фигура, която тя прибира, а съответната скъпоценност изчезва. Това оставя погрешното впечатление, че я е откраднала, поради което е преследвана от полицията и от най-добрата си приятелка, Мияко Тодаиджи – дъщеря на детектива, отговарящ за случаите, в които е замесена Жана.
В по-късен етап от поредицата се появява и Чиаки Нагоя – нов съученик на Марон и неин съсед. В действтелност обаче той също е ловец на демони, подвизаващ се под името „Синдбад крадецът“, който се превръща в конкурент на Жана. Действията му са провокирани от желанието му да я защити, понеже знае коя в действителност е Фин (паднал ангел, преминал на страната на Сатаната) и с какви мотиви е възложила на Марон мисията ѝ. Впоследствие Чиаки се влюбва в Марон, но тя не отвръща веднага на чувствата му, понеже е объркана и не знае какво е чувството да обичаш. 
В анимето има известен брой разлики спрямо мангата, в това число появата на нови герои, отпадане на някои сюжетни линии (включително за миналото на Фин и взаимоотношенията ѝ с останалите ангели) и съвсем различният финал. Препратките към религията, в частност, са предадени в доста опростена форма (например вместо названието „Сатана“ е използвано „Кралят на злото“). 

## Аниме
Аниме сериалът е създаден от Toei Animation и е с продължителност от 44 епизода. Режисурата е поверена на Ацутоши Умедзава, а негов главен сценарист е Сукехиро Томита. Излъчването му започва по телевизия „Асахи” на 13 февруари 1999 г. и продължава до 29 януари 2000 г. Началната тема, използвана в епизоди 1–27, е „Piece of Love” на групата Shazna, която в епизоди 28–44 е заменена от „Dive into Shine” на групата Lastier. Финалните теми са съответно "Haruka..." (ハルカ...) на група Pierrot (епизоди 1–27) и "Till The End" на Hibiki (епизоди 28–44).